# Філіпп Соллерс
Філіпп Соллерс (фр. Philippe Sollers; власне: Філіпп Жуайо, 28 листопада 1936, Таланс, Жиронда — 5 травня 2023, Париж) — французький письменник, літературний критик, есеїст, автор двох десятків романів.

## Біографія
Соллерс народився 28 листопада 1936 року в Бордо , в сім'ї заможного промисловця, у шістнадцять років вступив до школи єзуїтів у Версалі, звідки через рік його виключили за недисциплінованість (потайки читав забороненого для учнів Лотреамона тощо).
Його прихід у літературу вітали Ролан Барт і Наталі Саррот . Перший роман Соллерса «Дивна самотність» (Une curieuse solitude, 1958) був зустрінутий схвальними відгуками як справа (Франсуа Моріак), так і зліва (Луї Арагон), проте велика епоха в житті Соллерса почалася в 1960 році, коли він взявся до видання знаменитого антіконформістского журналу Тель Кель . У 1967 Соллерс одружився з Юлею Крістевою .
У 1973 році Соллерс опублікував експериментальний роман «Рай» (Paradis), написаний у вигляді однієї гігантської фрази без знаків пунктуації. Журнал Тель Кель проіснував до 1983 року (на зміну йому прийшов журнал Інфіні). У тому ж році Соллерс робить черговий ідеологічний зигзаг — публікує роман «Жінки» (Femmes), який хоча і був написаний у традиційній манері, але мав скандальний успіх, викликаний портретами відомих французьких інтелектуалів, колишніх сподвижників Соллерса. Наступний скандал відбувається через десять років, коли з'являється роман «Таємниця» (Le Secret, 1993), де Соллерс виступає на підтримку Папи Римського, якому шанобливо підносить свою книгу.
В останні роки у Соллерса вийшли романи «Студія» (Studio, 1997), «Нав'язлива пристрасть» (Passion fixe, 2000), «Зірка коханців» (L'Etoile des Amants, 2002), «Божественне життя» (Une vie divin, 2006).
Соллерс відомий також як есеїст, автор таких яскравих робіт з теорії та історії культури, як «Теорія винятків» (Théorie des Exceptions, 1985), «Сад проти Вищої істоти» (Sade contre l'Etre Supreme, 1989), «Імпровізації» (Improvisations, 1991), нарис про Домінікаі Віван Денон Кавалера з Лувру (Le Cavalier du Louvre, 1995), «Казанова Чудовий» (Casanova l'Admirable, 1998), «Таємничий Моцарт» (Mysterieux Mozart, 2001), «Похвала нескінченності» (Eloge de l'Infini, 2001), «Свобода XVIII століття» (Liberté du XVIIIème, 2002), «Осяяння» (Illuminations, 2002), «Любовний словник Венеції» (Dictionnaire amoureux de Venise, 2004).

## Твори

### Есе
- Francis Ponge (présentation et anthologie), Seghers, 1963 ; rééd. 2001
- L'Intermédiaire, Le Seuil, 1963
- Logiques, Le Seuil, 1968
- L'Écriture et l'expérience des limites, Le Seuil, 1968
- Sur le matérialisme, Le Seuil, 1974
- Théorie des exceptions, Folio, 1985
- Improvisations, Gallimard, 1991
- Liberté du XVIII e (extraits de La Guerre du goût), Gallimard, 2002
- La Guerre du goût, Gallimard, 1994
- Sade contre l'Être suprême, précédé de Sade dans le temps, Gallimard 1996
- La Littérature contre Jean-Marie Le Pen. A propos du roman de Mathieu Lindon : « Le Procès de Jean-Marie Le Pen », P.O.L, 1998.
- L'Année du tigre, journal de l'année 1998, Le Seuil, 1999
- Éloge de l'Infini, Gallimard, 2001
- Illuminations à travers les textes sacrés, Robert Laffont, 2003
- Dictionnaire amoureux de Venise, Plon, coll. Dictionnaire amoureux, 2004
- Le Saint-Ane, Verdier, 2004.
- Logique de la fiction, Cécile Deffaut 2006
- Fleurs, Hermann, 2006
- Guerres secrètes, Carnets nord, 2007
- Grand beau temps (aphorismes et pensées choisies), Le cherche midi, 2009
- Discours parfait, Gallimard, 2010
- Vers le Paradis, Desclée de Brouwer, 2010

### Романи
- Une curieuse solitude, Le Seuil, 1958
- Le Parc, Le Seuil, 1961, prix Médicis - премія Медічі
- Drame, Le Seuil, 1965
- Nombres, Le Seuil, 1966
- Lois, Le Seuil, 1972
- H, Le Seuil, 1973
- Paradis, Le Seuil, 1981
- Femmes, Gallimard, 1983
- Portrait du joueur, Gallimard, 1984
- Paradis 2, Gallimard, 1986
- Le Cœur absolu, Gallimard, 1987
- Les Folies Françaises, Gallimard, 1988
- Le Lys d’or, Gallimard, 1989
- La Fête à Venise, Gallimard, 1991
- Le Secret, Gallimard, 1993
- Studio, Gallimard, 1997
- Passion fixe, Gallimard, 2000
- Un amour américain, Mille et une nuits, 2001
- L'étoile des amants - Gallimard, 2002
- Une vie divine, Gallimard, 2005
- Un vrai roman. Mémoires (autobiographie), Plon, 2007
- Les Voyageurs du Temps, Gallimard, 2009
- Trésor d'amour, Gallimard, 2011
- L'Éclaircie, Gallimard, 2012

### Монографії
- Alain Kirili, galerie Adrien Maeght, 1984
- Louis Cane, catalogue raisonné sculptures, Galerie Beaubourg, 1986
- Les Surprises de Fragonard, Gallimard, 1987
- Rodin : dessins érotiques, avec Alain Kirili, Gallimard, 1987
- De Kooning vite, La différence, 1988 ; rééd. 2007
- Watteau et les femmes, Flammarion, 1992
- Le paradis de Cézanne, Gallimard, 1995
- Picasso, le héros, Le cercle d'art, 1996
- Les passions de Francis Bacon, Gallimard, 1996
- Willy Ronis, Nues, Terre bleue, 2008

### Інтерв'ю
- Entretiens avec Francis Ponge, Seuil-Gallimard, 1963
- Délivrance, (avec Maurice Clavel), Seuil, 1976
- "Conversation à Notre-Dame", (avec Frédéric Berthet), Communications n°30, 1979
- Vision à New York, (avec David Hayman), Grasset, 1981
- Le Rire de Rome, Gallimard, 1992
- La Divine Comédie (avec Benoit Chantre), Desclée de Brouwer, 2000
- Voir écrire (avec Christian de Portzamparc), Calmann-Levy, 2003
- Poker (avec Ligne de risque), Gallimard, coll. L'infini, 2005
- L'évangile de Nietzsche, Le cherche midi, 2006

### Біографії
- Le Cavalier du Louvre (Vivant Denon), Plon, 1995 ; rééd. Folio-Gallimard
- Casanova l'admirable, Plon, 1998 ; rééd. Folio-Gallimard
- Mystérieux Mozart, Plon, 2001 ; rééd. Folio-Gallimard

### Аудіоматеріали
- La Parole de Rimbaud, Gallimard, collection À voix haute, 1999
- Écoute de Nietzsche, Leçon philosophique, Fremeaux, 2008
- Déroulement du Dao, Fremeaux, 2008

### Відеоматеріали
- Sollers au paradis / Sollers au pied du mur, 1983, réédité en 2007 par Arcades video
- Sollers-Jean-Luc Godard L'entretien[11], 1983, rééd. 2006 par Arcades video
- Sollers joue Diderot / Le trou de la vierge, 1984, rééd. 2007 par Arcades video
- Nietzsche, miracle français, Les films du Lieu-dit, 2006
- Une étrange guerre, film sur Guy Debord « avec Patrick Mosconi comme conseiller, et dont Alice Debord est partie prenante » ; projeté le 19 octobre 2000 sur France 3[12]
- Sur la Chaîne de PhilippeSollers, « Sollers visite Debord en dehors des relations spectaculaires[13] »
- Vers le Paradis, Desclée de Brouwer, 2010

## Українські переклади
- Філіп Солерс. Війна смаку / Пер. з фр. Андрія Рєпи. – К.: К.І.С., 2011. — 472 с. ISBN 978-966-2141-82-5

## Критика
- Олег Собчук. Солерс-есеїст // ЛітАкцент [Архівовано 30 березня 2014 у Wayback Machine.]